# BAZ-5937
BAZ-5937/BAZ-5939 est un véhicule militaire russe servant comme véhicule antiaérien et comme tracteur-érecteur-lanceur.

## Description
Le véhicule est fabriqué par BAZ (entreprise).

## Galerie d'images

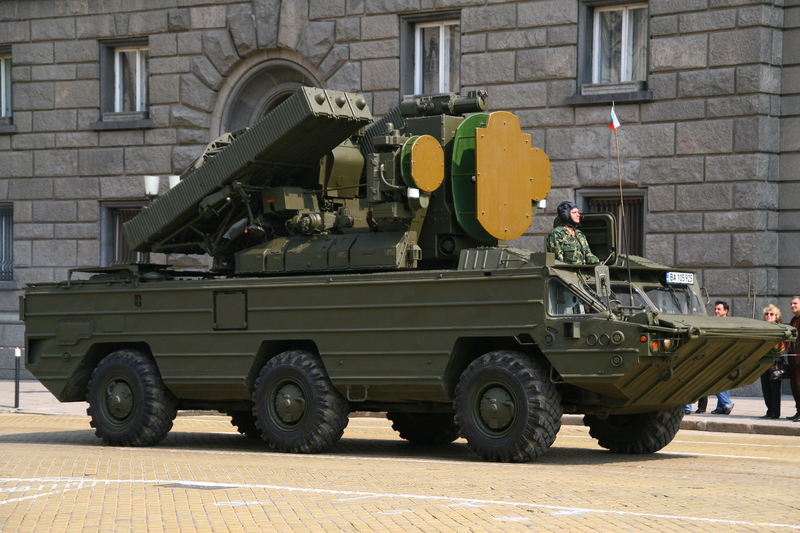
SA-8 bulgare
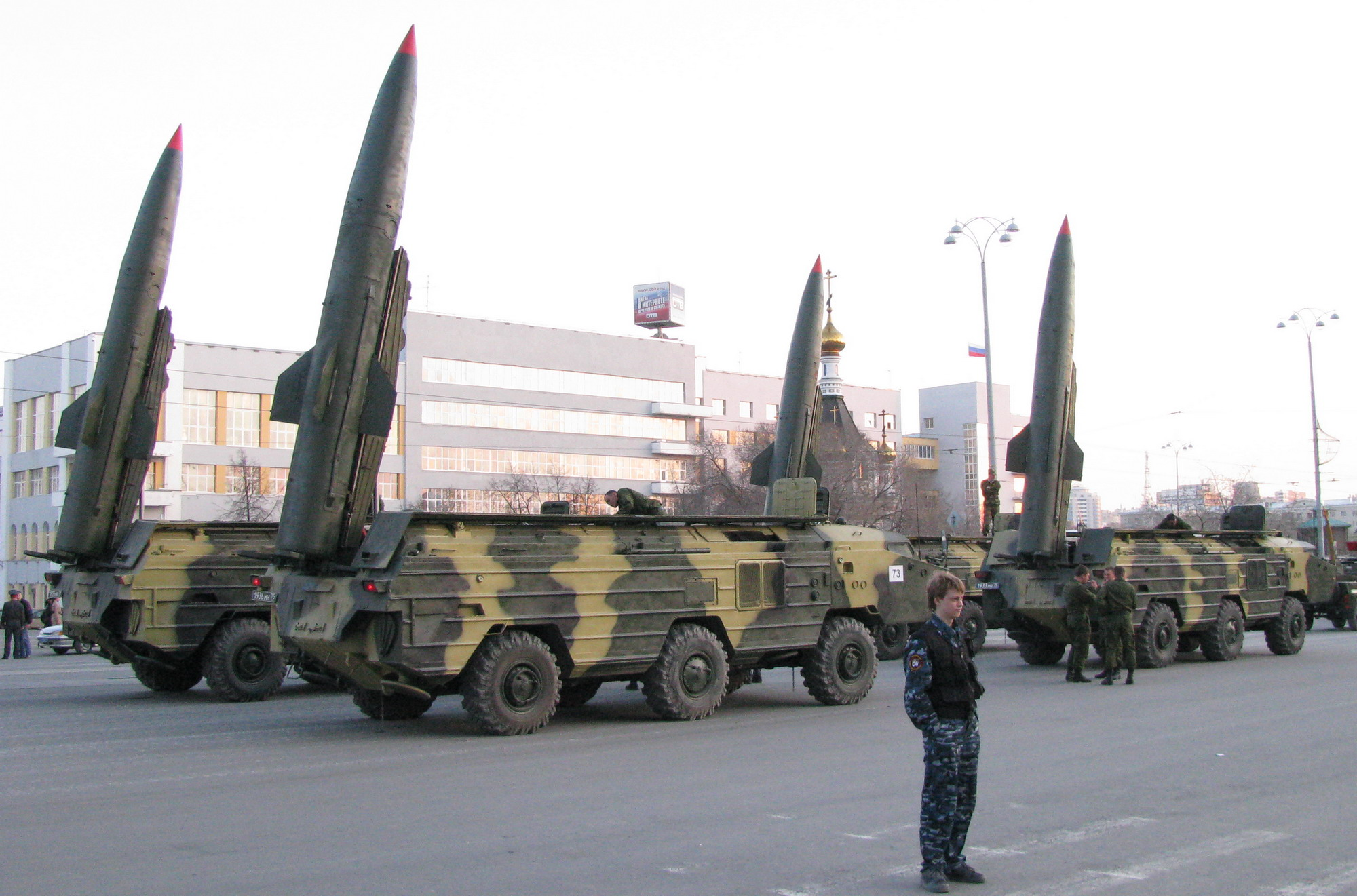
Tracteur-érecteur-lanceur de 9K71-B Totchka-U (SS-21B)
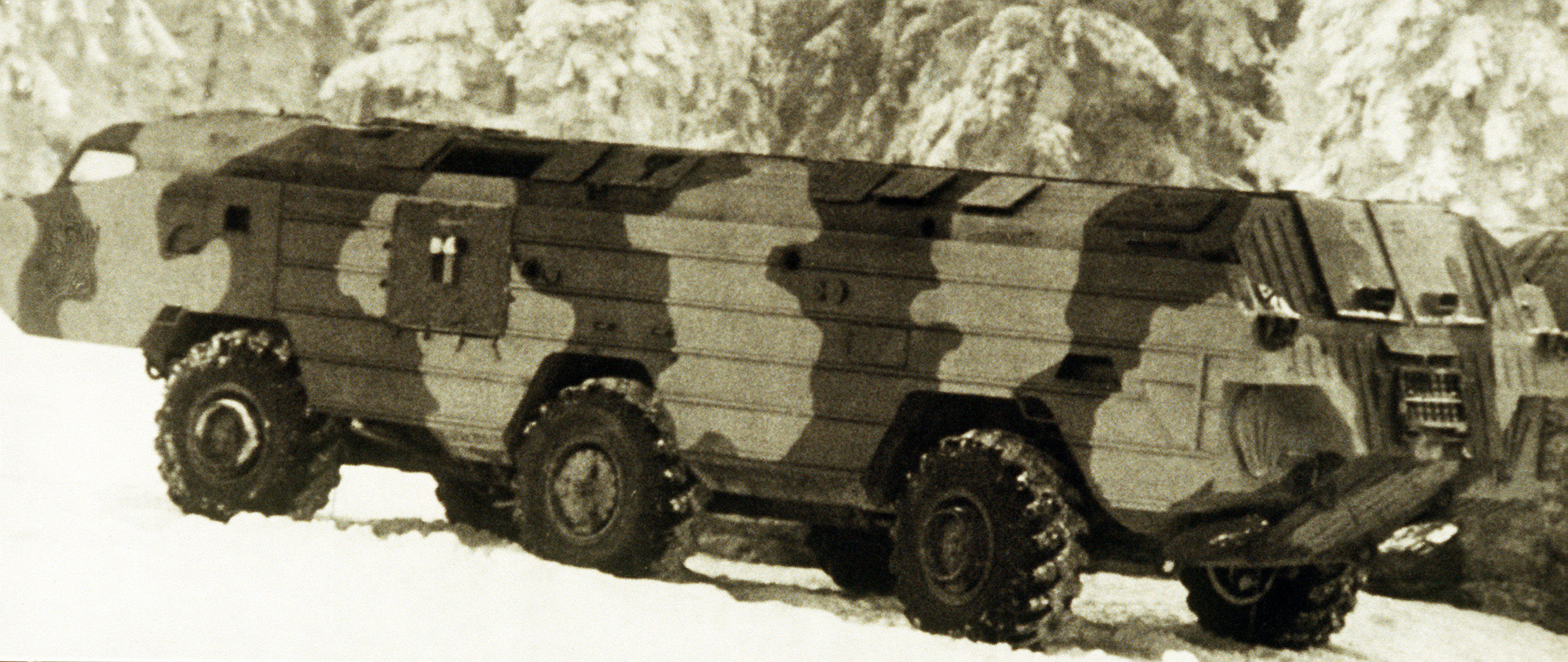
SS-21 Scarab:BAZ-5921/BAZ-5922
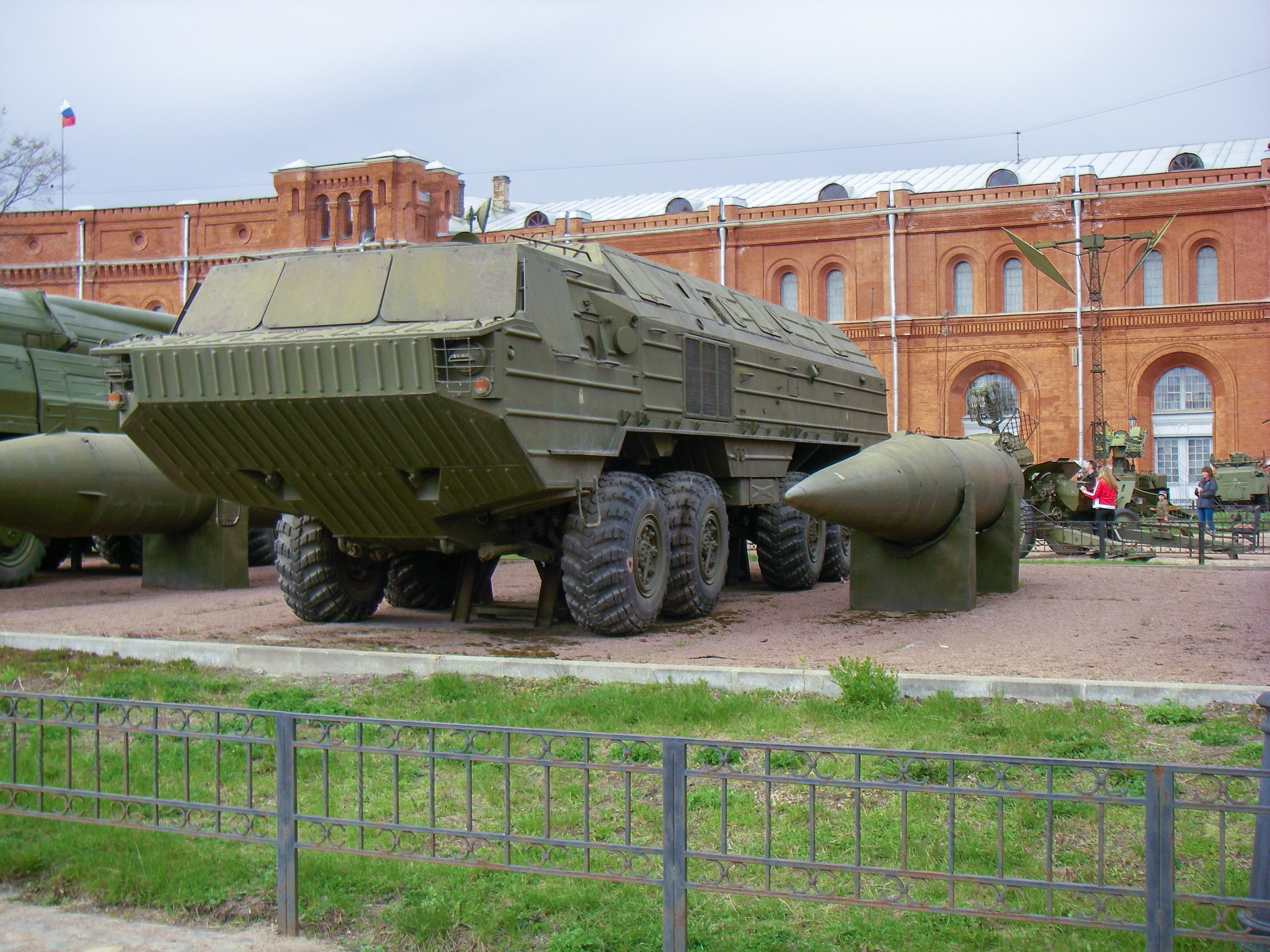
SS-23 Spider sur BAZ-6944